# Coahuiltec

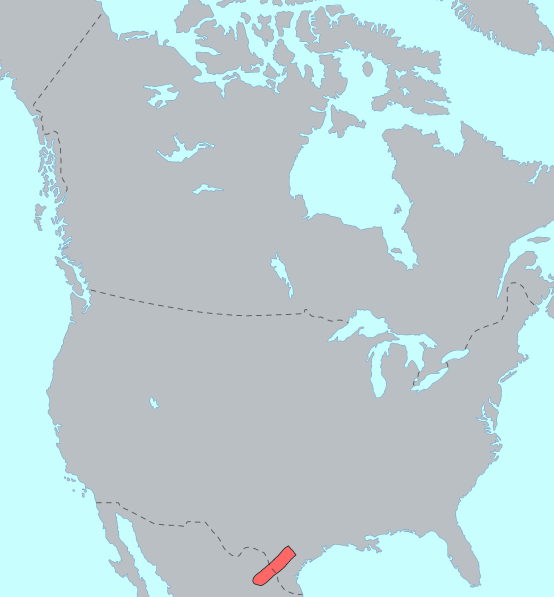
En vermell, lloc on es parlava el coahuiltec

El coahuiltec (també anomenat pajalate) va ser una llengua aïllada que es va parlar en el sud de Texas, Estats Units, i en el nord-est de Mèxic. Va ser parlat pels coahuiltecs, una tribu de nòmades que habitaven aquesta zona. Actualment és una llengua morta.

## Classificació
Les llengües de Texas, Coahuila, Nuevo León i Tamaulipas no es coneixen bé i en general es té poca documentació sobre elles. S'ha concjeturat que podria existir un parentiu entre el coahuilteco i el karankawa per exemple, així com altres llengües del grup hipotètic hoka.

## Descripció lingüística

### Fonologia
El coahuiltec té tant vocals curtes com a llargues.
|         | Anterior | Central | Posterior |
| Tancada | i / iː   |         | u / uː    |
| Mitjana | e / eː   |         | o / oː    |
| Oberta  |          | a / aː  |           |

L'inventari consonàntic ve donat per:
|            |              | Bilabial | Inter- dental | Alveolar | Post- alveolar | Palatal | Velar | Velar | Glotal |
| simple     | labial       | Bilabial | Inter- dental | Alveolar | Post- alveolar | Palatal |       |       | Glotal |
| ---------- | ------------ | -------- | ------------- | -------- | -------------- | ------- | ----- | ----- | ------ |
| Oclusiva   | simple       | p        |               | t        |                |         | k     | kʷ    |        |
| Oclusiva   | ejectiva     | pʼ       |               | tʼ       |                |         | kʼ    | kʼʷ   | (ʔ)    |
| Africada   | simple       |          |               | ʦ        | ʧ              |         |       |       |        |
| Africada   | ejectiva     |          |               | ʦʼ       | ʧʼ             |         |       |       |        |
| Nasal      | Nasal        | m        |               | n        |                |         |       |       |        |
| Fricativa  | Fricativa    |          | (θ)           | s        | ʃ              |         | x     | xʷ    | h      |
| Aproximant | simple       |          |               |          |                | j       |       | w     |        |
| Aproximant | lateral      |          |               | l        |                |         |       |       |        |
| Aproximant | lat. glotal. |          |               | lʼ       |                |         |       |       |        |